# DiSEqC
Digital Satellite Equipment Control (DiSEqC) est l'acronyme désignant un standard utilisé dans les équipements satellites numériques. Il autorise la commutation et la commande distante des accessoires d'un récepteur satellite. Marque déposée (Trademark), ce standard a été initialement développé par l'opérateur Eutelsat.

## Généralités
Le protocole DiSEqC sert au contrôle d'équipement satellite numérique ("Digital Satellite Equipment Control") pour la réception de la télévision via satellite. Il permet par exemple :
- à un récepteur satellite (démodulateur) de contrôler un moteur qui oriente une parabole.
- à commuter plusieurs paraboles branchées à un récepteur via un seul câble de descente.
- de recevoir plusieurs satellites avec une seule parabole équipée de plusieurs têtes universelles (LNB en anglais) connectées au récepteur par un seul câble de descente, dans ce cas le protocole DiSEqC permettra de sélectionner depuis le récepteur la tête à utiliser et donc le satellite à recevoir.

À l'origine de la réception satellitaire de télévision directe, la parabole était reliée au récepteur par un câble coaxial. L'information circulait dans un seul sens de la tête située au foyer de la parabole vers le récepteur satellite.
Le succès aidant, il a fallu multiplier le nombre des satellites mais cela obligeait à recourir soit à des paraboles multiples soit à une parabole motorisée. Pour piloter le moteur il fallait ajouter des câbles (3 à 6) au coaxial d’origine. Il était donc difficile de faire évoluer une installation de réception de satellite simple car tirer des nouveaux câbles n’est pas une opération facile. Le protocole DiSEqC permet au démodulateur satellite de communiquer avec des périphériques situés autour de la parabole via le seul câble coaxial de descente. Comme on le verra plus loin ces périphériques peuvent être un moteur, une tête multiple, un commutateur ou même une combinaison multiple de tout ça. Le protocole DiSEqC permet donc de faire évoluer facilement une installation de réception satellite en ajoutant des composants sans avoir besoin de tirer de nouveaux câbles.
Avec les satellites multiples logés sur une même position orbitale (Hot Bird à 13° Est, Astra à 19,2° Est…), on peut recevoir beaucoup plus de canaux (télévision, radio, données) depuis une même position orbitale. On peut donc plus facilement se passer de moteur, mais il a fallu augmenter la bande de fréquence utilisée car la parabole voit les satellites d’une même position orbitale comme s’ils n’en étaient qu’un. À la bande basse (10,7 - 11,7 GHz) a été ajoutée la bande haute (11,7 -12,75 GHz). Quelle que soit la bande, le convertisseur-LNB convertit le signal reçu en un signal de fréquence plus faible (950 MHz à 2,5 GHz) afin de pouvoir être envoyé sans trop de perte au démodulateur via le câble coaxial de descente. Le convertisseur LNB est donc une antenne (capteur) et un convertisseur de fréquence. Cette plage de fréquences étant la même pour les 2 bandes, le démodulateur(terminal) ne peut pas faire la différence. Il faut donc que ce dernier puisse indiquer au convertisseur dans quelle bande il doit travailler. Cela s’effectue en envoyant un signal de 22 kHz pour une utilisation de la bande haute. Une absence de ce signal fait travailler le convertisseur en bande basse.
Avec cette astuce apparaît le transfert d’information sur le câble coaxial de descente du démodulateur vers la tête. On économise ainsi un câble dédié à l’envoi de cette information. Par la suite le protocole DiSEqC a utilisé ce même signal de 22 kHz pour envoyer ses trames d’information.
Le signal est émis du satellite par un transpondeur. Chaque transpondeur émet sur une fréquence avec une polarisation donnée, horizontale ou verticale. Là aussi la tête LNB doit savoir quelle polarisation elle doit utiliser. Pour cela le démodulateur envoie une tension continue dite 13/18V toujours par le câble coaxial de descente. Elle est envoyée du démodulateur vers le convertisseur-LNB. 13V signifie que l’on veut recevoir une polarisation verticale et 18V horizontale.
Notez que la tête est un composant actif sans pile ni batterie, il est donc alimenté électriquement par cette tension 13/18V envoyée par le démodulateur. Il en va de même des principaux équipements DiSEqC que vous branchez. Cela peut être délicat avec les moteurs DiSEqC car ils consomment plus de courant que les autres modules DiSEqC et il arrive que le démodulateur n'envoie pas une intensité suffisante pour alimenter le moteur.
La composante continue 22 kHz et la tension 13/18V ne font pas partie de DiSEqC même s'il utilise le 22 kHz comme porteuse pour moduler ses trames de commandes.
Il est possible de chaîner des démodulateurs satellites pour recevoir des programmes différents simultanément depuis une seule parabole. Le chaînage ou le bouclage s'effectue par la prise dite boucle(F) ou Loop-Through(A). Bien sûr un seul démodulateur doit envoyer le 13/18V et le 22 kHz. Cela implique une sérieuse limite, avec une telle installation on peut voir des chaînes différentes que si elles sont émises dans la même bande (haute ou basse) et avec la même polarisation.

## Principe

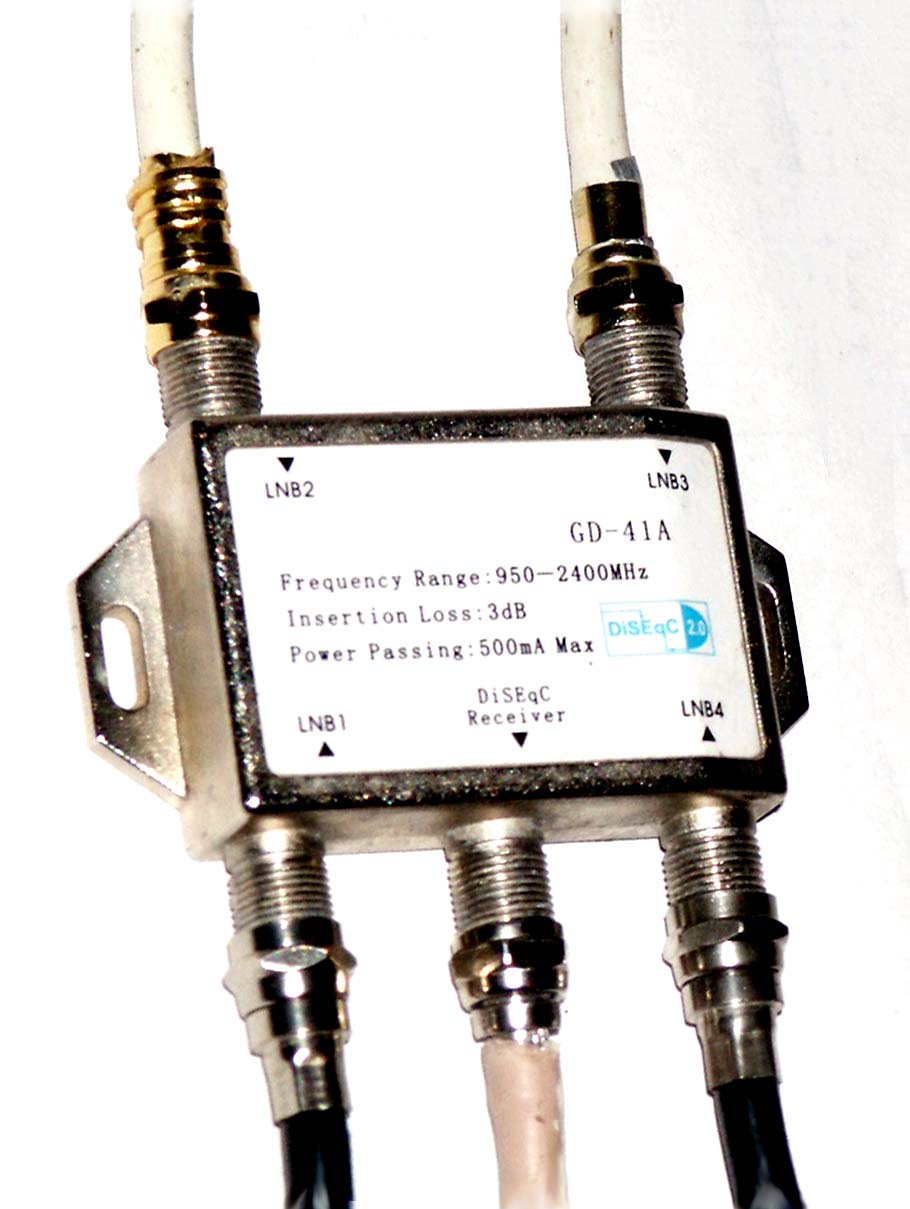
Commutateur DiSEqC

Le DiSEqC est un standard de commutation (principe, à tour de rôle) et de commande distante créé par Eutelsat pour sélectionner depuis un récepteur satellite (maître) des accessoires divers, (esclaves), par envoi de salves binaires portées par une modulation 22 kHz, qui peuvent être confirmées par voie de retour (niveau 2). Pour fonctionner exhaustivement il faut que le niveau du DiSEqC soit identique dans le système, un terminal DiSEqC de niveau supérieur peut, en principe..., piloter les accessoires (ex sélecteur = commutateur ou convertisseur monobloc) DiSEqC de niveau inférieur. C'est la compatibilité dite ascendante. Cependant, un accessoire de type DiSEqC 2.0 peut quand même fonctionner, mais en mode réduit, depuis un terminal doté du DiSEqC 1.0, c’est-à-dire que les informations exploitables seront limitées au seul niveau commun partagé, ici le 1.0. Dans cette suite un terminal type mini-DiSEqC et même DiSEqC 1.0 est incapable d'animer "normalement" une motorisation d'antenne. 
On peut ainsi piloter plusieurs têtes SHF universelles voire des têtes monoblocs dans une antenne individuelle SAT, soit la réception de plusieurs positions orbitales depuis un terminal DVB-S ou un démodulateur portant le logo DiSEqC 1.0 (16 variantes- 4 positions) ou le DiSEqC 1.1 qui lui permettrait en théorie 256 variantes BIS et 64 positions orbitales. Quant au DiSEqC 1.2, cette dernière évolution est dédiée à la motorisation d'antenne. 
Un commutateur satellite standard qui ne comporte qu'une sortie aboutissant, via un seul câble coaxial, à l'entrée du récepteur ne permet pas de suivre au niveau dudit récepteur 2 satellites simultanément. Le pilote et les périphériques sont de type autocertifiés par le constructeur. Des incompatibilités sont parfois encore rencontrées.

## Fonctionnalités et versions
Les constructeurs de récepteurs satellite numériques proposent des menus de commande, certes basés sur le DiSEqC protocolisé, mais parfois particuliers. Il y a lieu, avant tout, de se référer à la notice d'emploi pour la mise en œuvre des commandes agissant sur le fonctionnement de l'antenne et des commutations des accessoires de sélection. Les menus d'écran sont généralement explicites, simples et intuitifs, mais il est impératif de suivre la procédure spécifique évitant ainsi les conflits, se traduisant en DVB -S par un écran restant noir ou en analogique par un écran "neigeux". 
Les recommandations de l'Eutelsat appliquées par les constructeurs de terminaux satellites et consacrées par l'usage le plus courant, accordent l'entrée par défaut de DiSEqC aux satellites Eutelsat, soit A ou 1 pour Hot-Bird, et la salve DiSEqC, soit B ou 2 à un autre(s) système(s), exemple Astra, voire C ou 3 pour Atlantic Bird 3, et D ou 4 pour un 4e satellite Nilsat ou Astra 2 ou Turksat, etc. Les attributions peuvent être modifiées, à condition que les entrées sur les commutateurs le soient aussi. En France certains installateurs n'appliquent pas la recommandation et inversent l'entrée par défaut, Hot Bird devient B et donc Astra (A) ne nécessite plus de salve.    
Par exemple, en version DiSEqC 1.0, la plus courante, et  pour 8 satellites, il faudrait  2 sélecteurs DiSEqC 1.0, le premier type 4/1 "position", habituel, et un second type commutateur  2/1 "option".                  
Le DiSEqC, même basique, n'est pas forcément disponible sur tous les terminaux de location (ex Canal + Groupe), on le trouve toutefois en version simplifiée (A-B) sur les terminaux locatifs de TPS permettant de commuter automatiquement (B) sur les chaînes d'Astra.  
Le DiSEqC 1.1 (et le menu) est implémenté que sur une minorité de terminaux privés et permet de piloter maintenant de 5 à 8 et même jusqu'à 16 positions orbitales différentes.                   
Le " diseqc 2.3" n'est pas un niveau DiSEqC™ normalisé/agréé par Eutelsat.

## Accessoires
- commutateur mini-DiSEqC.Type impulsion de tonalité ou tone burst  à 2 entrées. Il est aussi connu sous la mention "compatible DiSEqC"
- commutateur DiSEqC 1.0 à 2, 3 ou 4 entrées
- commutateur DiSEqC 1.0 option + position. Ce sélecteur est spécial, par rapport aux autres déclinaisons, c’est-à-dire qu'il permet la répétition de l'instruction, en cascade. Il autorise particulièrement de gérer, grâce à ses 2 entrées sur 1 sortie, une tête (convertisseur) monobloc (ex Hot-Bird + Astra)  avec une tête classique universelle (ex Atlantic-Bird ou Astra 2) depuis un récepteur DiSEqC 1 doté de la sélection position (basique) + option dans le menu.
- moteur DiSEqC 1.2 piloté un terminal avec positionneur d'antenne courant
- moteur DiSEqC 1.3 plus connu sous USALS.Il doit être piloté avec un positionneur d'antenne USALS.
- moteur avec « diseqc 2.3 ».*
- commutateur DiSEqC 2.0 à 2, 3 ou 4 entrées avec communication bidirectionnelle si terminal à niveau "2", sinon monodirectionnel en "1".
- commutateur DiSEqC 2.0 à 8 entrées, peut être déjà piloté en monodirectionnel par un récepteur avec DiSEqC 1.1 et menu approprié.
- multi-sélecteur ou multi-commutateur DiSEqC 1.0 ou 1.1 ou 2.0 pour antenne collective à BIS commutée.

En conclusion, les caractéristiques DiSEqC du terminal et des périphériques doivent être en adéquation. Vérifiez préalablement la nécessaire binômité.